# Hydrocotyle americana
Hydrocotyle americana är en växtart i släktet Hydrocotyle och familjen araliaväxter.
Arten är en perenn ört som förekommer i östra Kanada och nordöstra USA. Den beskrevs av Carl von Linné 1753. Den nyzeeländska arten Hydrocotyle heteromeria anses ibland vara en varietet av denna art.